# Grand Chess Tour 2015
Grand Chess Tour 2015 — серія з трьох престижних шахових турнірів. У серію входять такі турніри: «Norway Chess» (Ставангер), «Sinquefield Cup» (Сент-Луїс) та «London Chess Classic» (Лондон).
Набравши за підсумками трьох турнірів 26 очок, переможцем серії став чемпіон світу Магнус Карлсен. Друге місце посів нідерландець Аніш Гірі (23 очки), третє — вірменин Левон Аронян (22 очки).

## Формат турніру
У кожному турнірі бере участь 10 шахістів.
За перемогу в окремій партії гравцям нараховують 1 очко, за нічию ½ очка та 0 очок за поразку.
Призовий фонд окремого турніру серії становить 300 000 $, призовий фонд за підсумками всієї серії становить 150 000 $, з яких переможець серії отримає 75 000 $.
Розподіл очок та сума призових такі:
| Місце | Очки   | Призові за окремий етап |
| ----- | ------ | ----------------------- |
| 1     | 13/12* | 75 000 $                |
| 2     | 10     | 50 000 $                |
| 3     | 8      | 40 000 $                |
| 4     | 7      | 30 000 $                |
| 5     | 6      | 25 000 $                |
| 6     | 5      | 20 000 $                |
| 7     | 4      | 15 000 $                |
| 8     | 3      | 15 000 $                |
| 9     | 2      | 15 000 $                |
| 10    | 1      | 15 000 $                |

- У разі одноосібної перемоги на турнірі нараховується 13 очок, у разі визначення переможця турніру на тай-брейку нараховується 12 очок.

Шахіст із найбільшою кількістю очок за підсумками усіх трьох турнірів серії визнається переможцем.

## Учасники
Для участі в турнірі були відібрані 9 шахістів на постійній основі на основі топ-10 рейтингу ФІДЕ на січень 2015 року. Володимир Крамник (№ 8 рейтингу) відмовився від участі в серії, замість нього організатори запросили Максима Ваш'є-Лаграва (№ 13 рейтингу). Десятий учасник визначається організаторами турнірів.
| - Магнус Карлсен ( Норвегія, 2862) — 1 - Фабіано Каруана ( США, 2820) — 2 - Олександр Грищук ( Росія, 2810) — 3 - Веселин Топалов ( Болгарія, 2800) — 4 - Вішванатан Ананд ( Індія, 2797) — 5 | - Левон Аронян ( Вірменія, 2797) — 6 - Аніш Гірі ( Нідерланди, 2784) — 7 - Хікару Накамура ( США, 2776) — 9 - Максим Ваш'є-Лаграв ( Франція, 2757) — 13 |

жирним  — місце в рейтингу ФІДЕ станом на січень 2015 року

## Розклад та переможці
| Місто                | Дата                  | Шахіст          | Країна   | + | − | = | Очки |
| -------------------- | --------------------- | --------------- | -------- | - | - | - | ---- |
| Norway Chess         | 15 — 26 червня        | Веселин Топалов | Болгарія | 5 | 1 | 3 | 6½   |
|                      |                       |                 |          |   |   |   |      |
| Sinquefield Cup      | 21 серпня — 3 вересня | Левон Аронян    | Вірменія | 3 | 0 | 6 | 6    |
|                      |                       |                 |          |   |   |   |      |
| London Chess Classic | 03 — 14 грудня        | Магнус Карлсен  | Норвегія | 2 | 0 | 7 | 5½   |

## Залік серії Grand Chess Tour
|       | Шахіст              | Рейтинг ЕЛО (січень 2015) | Ставангер | Сент-Луїс | Лондон | Сума |
| ----- | ------------------- | ------------------------- | --------- | --------- | ------ | ---- |
| 1     | Магнус Карлсен      | 2862                      | 4         | 10        | 12     | 26   |
| 2     | Аніш Гірі           | 2784                      | 7         | 6         | 10     | 23   |
| 3     | Левон Аронян        | 2797                      | 2         | 13        | 7      | 22   |
| 4     | Максим Ваш'є-Лаграв | 2757                      | 5         | 7         | 8      | 20   |
| 5     | Хікару Накамура     | 2776                      | 8         | 8         | 3      | 19   |
| 6     | Веселин Топалов     | 2800                      | 13        | 4         | 1      | 18   |
| 7     | Фабіано Каруана     | 2820                      | 6         | 3         | 6      | 15   |
| 8     | Вішванатан Ананд    | 2797                      | 10        | 2         | 2      | 14   |
| 9     | Олександр Грищук    | 2810                      | 3         | 5         | 4      | 12   |
| 10    | Майкл Адамс         | 2738                      |           |           | 5      | 5    |
| 11-12 | Ян Людвіг Хаммер    | 2640                      | 1         |           |        | 1    |
| 11-12 | Веслі Со            | 2762                      |           | 1         |        | 1    |